# الحب في المدينة
الحب في المدينة (بالكورية: 도시남녀의 사랑법)؛ هو مسلسل كوري جنوبي من بطولة جي تشانغ ووك وكيم جي وون، تم عرض المسلسل في 22 ديسمبر 2020.

## روابط خارجية
الحب في المدينة على موقع IMDb (الإنجليزية)
- الحب في المدينة على موقع نتفليكس (الإنجليزية)
- الحب في المدينة على موقع قاعدة بيانات الفيلم (الإنجليزية)